# Slow Burn (2000)
Slow Burn ist ein US-amerikanischer Thriller aus dem Jahr 2000 von Christian Ford.

## Handlung
Ein Ehepaar und dessen kleine Tochter Trina leben in einem Wüstenort im Norden von Mexiko. Die Eltern suchen einen vor Jahrzehnten verschollenen Familienschatz, bestehend aus Diamanten. Sie sterben unter ungeklärten Umständen. Später gezeigte Rückblenden veranschaulichen, dass Trinas Mutter ihre Familie verlassen wollte.
Jahre später sucht die inzwischen erwachsene Trina weiterhin nach dem Schatz, obwohl ihr Freund Frank Norris ihr den Ratschlag gibt, damit aufzuhören. Zwei flüchtige Häftlinge, Marcus und Duster, hören vom Schatz und wollen ihn ebenfalls finden, was auch zufällig gelingt.
Während die Häftlinge die Staatsgrenze überschreiten wollen, versucht Trina die Übernahme des Schatzes. Sie stirbt in der Wüste, an einen Toten gefesselt.

## Kritiken
Diane Selkirk schrieb im Apollo Guide, die Handlung sei interessant und beinhalte Elemente, die einmalig seien. Der Film könne sich jedoch nicht entscheiden, ob er auf visuelle Schönheit setzen oder Actionthriller sein wolle. Es sei schwer, beides zu kombinieren, was Three Kings geschafft habe, aber dieser Film – weniger.
Kritiker Michael Dequina von TheMovieReport.com fand, Der Titel gibt eine angemessene Beschreibung dessen, was dieser Thriller mit Ihrer Zeit macht.  (original: The title gives an adequate description of what this thriller does to your time.)

## Auszeichnungen
- 2001 Nominierung für den Video Premiere Award für den Kameramann Mark Vicente.

## Produktion
Das Budget des Streifens wird auf 10 Millionen US-Dollar geschätzt.